# 潘切沃大橋

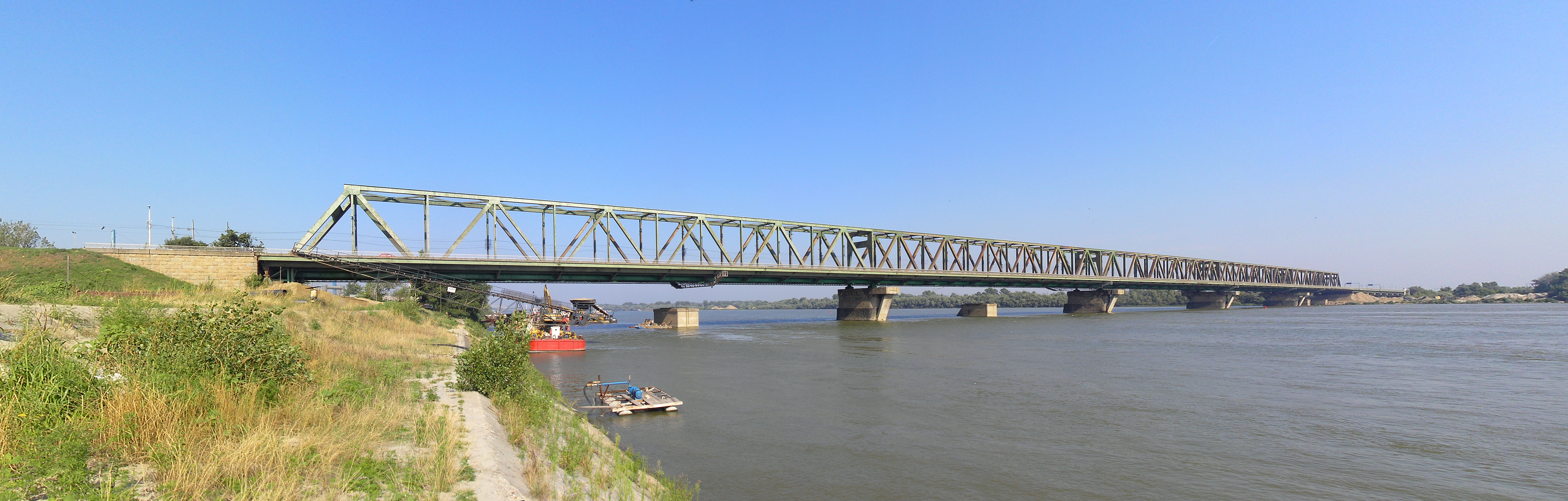

44°49′41″N 20°29′31″E / 44.828°N 20.492°E
潘切沃大橋，位於塞爾維亞首都貝爾格勒，是一座橫跨多瑙河的橋樑。橋樑的名稱來自於塞爾維亞北部城市潘切沃。在2014年12月之前，潘切沃大橋是貝爾格勒唯一的一座橫跨多瑙河的橋樑。潘切沃大橋始建於1933年，在1935年竣工。1941年，為阻止德軍過河，大橋被炸毀。德軍佔領期間橋樑得到修復，但在1944年又在盟軍空襲中受損。1944年10月德軍撤出時再次炸毀。大橋在1945年至1946年期間重建。在北約空襲塞爾維亞期間，潘切沃大橋是塞爾維亞多瑙河上的橋樑中唯一一座躲過空襲的。